# Rhipidia monnula
Rhipidia monnula är en tvåvingeart som först beskrevs av Alexander 1962.  Rhipidia monnula ingår i släktet Rhipidia och familjen småharkrankar.
Artens utbredningsområde är Bolivia. Inga underarter finns listade i Catalogue of Life.